# Бірмінгемська група
Бірмінгемська група (іноді звана Бірмінгемською школою) — неформальний колектив художників і майстрів, пов'язаних з Рухом мистецтв і ремесел в кінці 19-го і початку 20-го століть. Всі її члени вчилися або викладали в Бірмінгемській школі мистецтв після реорганізації її методів викладання Едвардом Тейлором в 1880-х роках, саме школа сформувала основну увагу групи. Члени групи також перетиналися з іншими більш формальними організаціями, включаючи Бірмінгемську гільдію ремісників, Гончарну майстерню Раскіна і Гільдію прикладного мистецтва Бромсгроув.
Група сформувала один з останніх форпостів пізнього романтизму в образотворчому мистецтві і стала важливою сполучною ланкою між останніми прерафаелітами і новими символістами.
Стиль Едварда Берн-Джонса вплинув на всіх, хто навчався в художніх школах Бірмінгема. Багато також перебували під сильним впливом ідей і практик Джона Раскіна і Вільяма Морріса. Не маючи можливості підтримувати себе тільки своїм мистецтвом, також стали майстрами витончених ремесел і вчителями.

## Відомі члени групи
- Максвелл Армфілд (1881—1972)
- Еммі Бриджвотер (1906—1999)
- Бенджамін Кресвік (1853—1946)
- Артур Гаскін (1862—1928)
- Сілія Леветус (1874—1936)
- Конрой Меддокс (1912—2005)
- Чарльз Марч Гір (1869—1957)
- Джон Мелвілл (1902—1986)
- Сідні Метеярд (1868—1947)
- Едмунд Хорт Нью (1871—1931)
- Мері Дж. Невілл (1860—1947)
- Генрі Пейн (1868—1940)
- Фредерік Келі Робінсон
- Бернар Слай (1872—1954)
- Вільям Смедлі-Астон (1868—1941)
- Джозеф Саутхолл (1861—1944)